# Pat Buchanan
Patrick Joseph  Buchanan (2 de noviembre de 1938) es un comentarista político, escritor, columnista, político y locutor de radio estadounidense. Buchanan fue un consejero sénior (mayor) de los presidentes estadoundienses Richard Nixon, Gerald Ford, y Ronald Reagan, y fue un anfitrión original del programa Crossfire de CNN. Buscó la nominación presidencial Republicana en 1992 y en 1996. Fue el candidato presidencial del Partido de la Reforma en 2000.
Fue cofundador de la revista The American Conservative y fundador de la fundación paleoconservadora The American Cause. Ha sido publicado en Human Events, National Review, The Nation y Rolling Stone. Actualmente es comentarista político en el programa Race for the White House del canal de cable MSNBC, y aparece regularmente en el programa The McLaughlin Group. Algunas veces es un invitado del programa Hannity and Colmes de Fox News Channel.

## Biografía

### Vida privada
Buchanan nació el 2 de noviembre de 1938, en Washington D. C., su padre fue William Baldwin Buchanan, un socio en una firma de contables, y su madre, Catherine Elizabeth Crum Buchanan, una enfermera y ama de casa. Buchanan tiene seis hermanos (Brian,  Henry, James, John, Thomas, y William Jr.) y dos hermanas (Kathleen y Bay). Una de sus hermanas, Bay Buchanan, trabajo para el Departamento del Tesoro durante el gobierno de Ronald Reagan. Buchanan es medio alemán, un cuarto escocés-irlandés, y un cuarto irlandés-estadounidense.
Buchanan recibió el bautismo en la Iglesia católica a la que ha pertenecido durante toda su vida. También paso la mayor parte de su educación en instituciones católicas. Atendió al colegio "Blessed Sacrament School" (Colegio del Sagrado Sacramento), al colegio jesuita Gonzaga College High School.

## Catolicismo
Buchanan es miembro del movimiento tradicionalista de la Iglesia católica, asiste a Misa Tridentina en latín en Saint Mary, Mother of God Church en Washington D. C., los domingos y los días de precepto. En un discurso de 1993 en contra del multiculturalismo declaró "nuestra cultura es superior porque nuestra religión es el cristianismo y esa es la verdad que hace al hombre libre". Dice que al rechazar los dogmas y la teología cristiana el Mundo occidental avanza a un futuro oscuro. y sostiene que si los políticos no "defienden el orden moral arraigado en el Antiguo y el Nuevo Testamento y el derecho natural," la sociedad se enfrentará a una "caída libre permanente" -y que esto importa más que los problemas "económicos y políticos".

Buchanan acusa a The New York Times de tener prejuicios anticatólicos. Se ha referido a John Kerry y a otros católicos que sostienen visiones contrarias a la doctrina de la Iglesia católica en los temas del aborto y de las uniones homosexuales como herejes escandalosos; debido a su postura contra los homosexuales fue incluido como el villano final en GayBlade, uno de los primeros videojuegos con temática LGBT. Ha dicho sobre la dirección que ha tomado la Iglesia católica desde el Concilio Vaticano II, que: 
 "Hoy la Iglesia está en crisis no porque haya fracasado en adaptar sus enseñanzas y prácticas a la revolución sexual, sino porque ha intentado al mismo tiempo mantener sus enseñanzas y adaptarse al ritmo de una época inmoral, lo que resulta imposible. El modo en que la Iglesia puede restaurar su moral perdida es desandar lo andado".
Buchanan ha felicitado al papa Juan Pablo II por su visión del aborto, la homosexualidad y las relaciones sexuales prematrimoniales, llamándolo el "hombre más políticamente incorrecto del mundo". Buchanan afirma que el liberalismo post-Vaticano II está dañando la asistencia a misa y reduciendo el número de sacerdotes y monjas. Posteriormente felicitó al sucesor del papa, Benedicto XVI, diciendo que no comprometería las doctrinas católicas, incluyendo el divorcio, los anticonceptivos y la ordenación de mujeres. Por otra parte, dijo que el papa Juan Pablo II estaba equivocado respecto de la pena de muerte: "es el Santo Padre y los obispos los que están fuera de la corriente católica, y en contradicción con la Escritura, la tradición y la ley natural".
Buchanan dijo de la película La Pasión de Cristo de Mel Gibson:
"Debido a los exagerados ataques contra Gibson, los millones de personas que vean 'La pasión de Cristo' también podrán ver en qué se ha convertido con mucha frecuencia la acusación de '¡antisemita!', un intento de denostar, silenciar, intimidar, excluir o poner en una lista negra".
Respondiendo a los cargos de que el papa Pío XII se mantuvo en silencio durante el Holocausto, Buchanan dijo que tales cargos eran, "un libelo que es hitlerista en sus dimensiones". Dice que los nazis despreciaban al pontífice, mientras que las víctimas de los nazis (y The New York Times de la década de 1940) lo alababan. Dice que Pío XII reinó en "una época de crecimiento explosivo de la Iglesia" y apoya las propuestas para declararlo santo.

## Historial electoral
Elección presidencial de Estados Unidos de 1992 (primarias republicanas)
- George H. W. Bush (inc.) - 9.199.463 (72,84%)
- Pat Buchanan - 2.899.488 (22,96%)
- Delegados no juramentados - 287.383 (2,28%)
- David Duke - 119.115 (0,94%)
- Ross Perot - 56.136 (0,44%)
- Pat Paulsen - 10.984 (0,09%)
- Maurice Horton - 9.637 (0,08%)
- Harold Stassen - 8.099 (0,06%)

Elecciones presidenciales de Estados Unidos de 1996 (primarias republicanas):
- Bob Dole - 9.024.742 (58,82%)
- Pat Buchanan - 3.184.943 (20,76%)
- Steve Forbes - 1.751.187 (11,41%)
- Lamar Alexander - 495.590 (3,23%)
- Alan Keyes - 471.716 (3,08%)
- Dick Lugar - 127.111 (0,83%)
- Delegados no juramentados - 123.278 (0,80%)
- Phil Gramm - 71.456 (0,47%)
- Bob Dornan - 42.140 (0,28%)
- Morry Taylor - 21.180 (0,14%)

Ganó en Alaska, Luisiana, Misuri, y Nuevo Hampshire
Convención Nacional Republicana de 1996
- Bob Dole - 1928
- Pat Buchanan - 47
- Steve Forbes - 2
- Alan Keyes - 1
- Robert Bork - 1

Elección presidencial de Estados Unidos de 2000 (primaria del Partido Reformado)
- Donald Trump - 2.878 (33,39%)
- Pat Buchanan - 2.213 (25,68%)
- No comprometido - 1.164 (13,51%)
- Sin preferencia - 617 (7,16%)
- Charles E. Collins - 535 (6,21%)
- John B. Anderson - 468 (5,43%)
- Robert M. Bowman - 292 (3,39%)
- John Hagelin - 220 (2,55%)
- George Weber - 217 (2,52%)

Convención Nacional del Partido Reformado de 2000
- Pat Buchanan - 453 (98,69%)
- Abstención - 6 (1,31%)

Elecciones presidenciales de Estados Unidos de 2000
- George W. Bush/Dick Cheney (Republicano) - 50.460.110 (47,9) y 271 votos electorales (30 estados)
- Al Gore/Joe Lieberman (Demócrata) - 51.003.926 (48,4%) y 266 votos electorales (20 estados y Washington D. C.)
- Se abstiene - 1 voto electoral (faithless elector de D.C.)
- Ralph Nader/Winona LaDuke (Verde) - 2.883.105 (2,7%)
- Pat Buchanan/Ezola B. Foster (Reformado) - 449.225 (0,4%)
- Harry Browne/Art Olivier (Libertario) - 384.516 (0,4%)
- Howard Phillips/Curtis Frazier (de la Constitución) - 98.022 (0,1%)
- John Hagelin/Nat Goldhaber (Derecho Natural) - 83.702 (0,1%)

## Libros
- Churchill, Hitler, and "The Unnecessary War": How Britain Lost Its Empire and the West Lost the World (27 de mayo de 2008) ISBN 0-307-40515-X
- Day of Reckoning: How Hubris, Ideology, and Greed Are Tearing America Apart (27 de noviembre de 2007) ISBN 0-312-37696-0
- State of Emergency: The Third World Invasion and Conquest of America (22 de agosto de 2006) ISBN 0-312-36003-7
- Where the Right Went Wrong: How Neoconservatives Subverted the Reagan Revolution and Hijacked the Bush Presidency (2004) ISBN 0-312-34115-6
- The Death of the West: How Dying Populations and Immigrant Invasions Imperil Our Country and Civilization (2002) ISBN 0-312-28548-5
- A Republic, Not an Empire: Reclaiming America's Destiny (1999) ISBN 0-89526-272-X
- The Great Betrayal: How American Sovereignty and Social Justice Are Being Sacrificed to the Gods of the Global Economy (1998) ISBN 0-316-11518-5
- Right from the Beginning (1988) ISBN 0-316-11408-1
- Conservative Votes, Liberal Victories: Why the Right Has Failed (1975) ISBN 0-8129-0582-2
- The New Majority: President Nixon at Mid-Passage (1973)